# Rosita (Texas)
Rosita es un lugar designado por el censo ubicado en el condado de Maverick en el estado estadounidense de Texas. En el Censo de 2010 tenía una población de 2704 habitantes y una densidad poblacional de 128,64 personas por km².

## Geografía
Rosita se encuentra ubicado en las coordenadas 28°37′40″N 100°25′36″O / 28.62778, -100.42667. Según la Oficina del Censo de los Estados Unidos, Rosita tiene una superficie total de 21.02 km², de la cual 20.32 km² corresponden a tierra firme y (3.35%) 0.7 km² es agua.

## Demografía
Según el censo de 2010, había 2704 personas residiendo en Rosita. La densidad de población era de 128,64 hab./km². De los 2704 habitantes, Rosita estaba compuesto por el 82.03% blancos, el 0.22% eran afroamericanos, el 13.76% eran amerindios, el 0.04% eran asiáticos, el 0% eran isleños del Pacífico, el 3.14% eran de otras razas y el 0.81% pertenecían a dos o más razas. Del total de la población el 86.39% eran hispanos o latinos de cualquier raza.